# Dementium: The Ward
Dementium: The Ward is een griezelig survivalspel van het type first-person shooter voor de Nintendo DS. Het videospel is ontwikkeld door Renegade Kid en uitgegeven door Gamecock Media Group.

## Het verhaal

### Begin van het spel
Het verhaal begint als de speler wakker wordt in een donker, verlaten psychiatrisch ziekenhuis. Het duurt niet lang, of de speler ontdekt dat hij vrijwel alleen is in het gebouw. De kamers van alle andere patiënten zijn leeg, en de patiënten blijken door chirurgische experimenten te zijn veranderd in zombies. De wezens komen voor in verschillende vormen: zo zijn er 'chestmaws' (borstkas bekken), 'screamers' (gillers) en 'crawlers' (kruipers). Met behulp van verschillende wapens, die soms door het oplossen van puzzels gevonden moeten worden, kan de speler zich verdedigen. In het ziekenhuis blijkt zich ook een mysterieus jong meisje te bevinden. Het kind rent echter weg wanneer de speler in de buurt komt.

### Verloop van het verhaal
Verder blijkt er een vrouw aanwezig te zijn, die de speler helpt bij zijn zoektocht naar een uitweg. De vrouw wordt meegenomen door een groot wezen, dat wel wat weg heeft van een mens, maar dan wel met een reusachtig vleesmes op de plek waar zijn linkerhand zou moeten zitten, een grote groene injectienaald in zijn andere hand, een misvormd hoofd en scherpe tanden. De speler vindt het monster later terwijl het een lichaam van iemand in stukken klieft. Het monster kan gedood worden door een schot in het hoofd, maar er blijken meer van deze 'super menselijke' monsters rond te lopen. Zo is er een man met een geel masker in een rolstoel. De man in de rolstoel moet, evenals het eerder genoemde wezen, tweemaal worden verslagen, voordat hij definitief uit het spel verdwijnt.
De vrouw blijkt zich achter een hek te bevinden. Zij overhandigt de speler een sleutel, die een waardevol hulpmiddel blijkt te zijn voor het uitspelen van het spel. Ze wordt echter opnieuw gegrepen, ditmaal door een twee meter lange man, die gemaskerd is met een zwart stofkapje, een zwarte bril en een zwarte kap over zijn hoofd. Dit personage is gedeeltelijk verantwoordelijk voor de chirurgische operaties aan de patiënten, die in zombies zijn veranderd. Tegen het eind van het spel probeert deze man de speler te doden met bovennatuurlijke krachten. Als hij verslagen is wordt de speler wakker in het bed waar het verhaal begon. De vrouw uit het spel komt binnen, samen met het meisje dat de speler steeds tegenkwam.

### Ontknoping
Aan het eind ziet de speler zichzelf liggen op een bed. Hij is alleen met de chirurg die hij even eerder versloeg. De chirurg voert een hersenoperatie uit. Dan blijkt dat het hele verhaal een droom was, die de speler tijdens de operatie had. De operatie betreft een behandeling tegen een psychische stoornis. De operatie slaagt, en de wezens uit het spel blijken personen te zijn uit het leven van de speler: de vrouw was zijn echtgenote, en het meisje blijkt zijn dochter te zijn.

## Gameplay
Het spel speelt zich af in het donker, en wordt -zoals gebruikelijk is in dit soort spellen- gekenmerkt door bloederige details. De combinatie met afschrikwekkende vijanden en duistere gangen geven het spel zijn kenmerkende 'survivalhorror'-karakter. De graphics zijn vrij geavanceerd voor een Nintendo DS-spel. Oorspronkelijk zou er een multiplayer modus worden uitgebracht, maar de makers hebben later besloten die te laten vervallen om zich extra te kunnen focussen op de singleplayermodus.